# Tosza inu

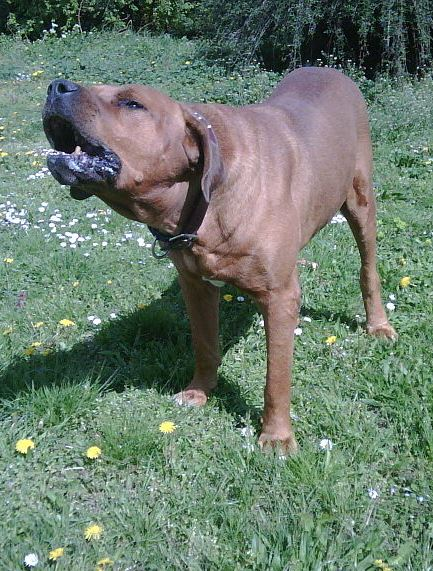
Tosa Inu

A tosza inu Japán négy fő szigetének a legkisebbikéről, Sikokuról származó kutyafajta.

## Testfelépítése
A tosza nagy testű, tekintélyt parancsoló megjelenésű kutya. Hátvonala vízszintes, marja magas, lágyéka széles és izmos. A far felül lekerekített. A farok a tövénél vastag, majd fokozatosan elvékonyodik. Meglehetősen magasan tűzött, de így is a csánkig lóg. A mellkas mély, a bordák enyhén ívesek. A lábak egyenesek. A tosza inu lába zömök, lábujjai zártak, talppárnái kemények. Izmos nyakán laza, de nem túl nagy lebernyeg található. A koponya széles, határozott stoppal. Az arcorri rész szögletesnek tűnik, mérsékelten hosszú. A viszonylag kicsi és vékony fülek magasan tűzöttek és a koponya mellett lógnak. A szemei kicsik, méltóságteljes tekintetűek. A tosza inu harapása ollószerű. Szőrzete rövid, erős szálú és sűrű. A legnépszerűbb szín az egyöntetű vörösesbarna, de létezik sárga, feketén csíkozott és cserbarna színben is. A mellkason, lábujjakon, a farok hegyén és a homlokon megengedett fehér folt. Az orra mindig fekete, szemei sötétbarnák. A karmoknak lehetőleg sötét színűnek kell lenniük.

## Jelleme
A tosza inu magabiztos, türelmes, kiegyensúlyozott, értelmes és nyugodt kutya. Ritkán izgatja fel magát - leginkább csak akkor, ha a családját veszély fenyegeti, vagy ha a család távollétében idegen próbál bejutni a lakásba vagy a kertbe. Kiváló őrkutya, amelynek a vérében van a családjának és lakóhelyének az őrzése. Rendkívül bátor, önmagától sokat követelő kutya. Általában nem sokat ugat. Családja tagjaihoz igen gyengéd. (Általában nem nyáladzik.) E kutya számára a család az első és a legfontosabb. Az idegeneket nem kedveli. Az ismeretlen látogatókkal szemben általában félénken, de figyelmesen viselkedik, ha azonban a gazdája behívja őket, akkor a tosza inu sem ellenkezik. A család barátait általában lelkesen üdvözli. A gyerekekkel rendszerint türelmesen viselkedik. A vele azonos nemű kutyákkal szemben domináns magatartást tanúsít - ez főként a kanra igaz. Ajánlatos távol tartani az olyan más kutyáktól, amelyek harcolni akarnak vele, mivel az ellenfél szinte minden esetben pórul jár. A macskák és egyéb háziállatok miatt nem kell aggódni, feltéve, hogy a kutyát megfelelően szocializálták.

## Méretei
Marmagasság: kan: legalább 61 cm, szuka legalább 55 cm
Testtömeg: kan: min.: 37,5 kg, szuka: min. 30 kg japán egyedek akár 89,5–90 kg is lehetnek
Várható élettartam: 9-11 év

## Megjegyzés
E kutya nevelése során a kiegyensúlyozott, szeretettel teli és következetes megközelítés a leginkább célravezető. Olyan gazdára van szüksége, akinek szellemi téren is határozott tekintélye van. Sok időt kell tölteni a szocializálásával. Ez a kutya ott érzi magát a legjobban, ahol társként tartják, és ahol a házban és a ház körül is bőven akad hely.

## Külső hivatkozások
- A magyar fajtaklub
- Tosa inu fajtaismertető a Kutya-Tár-ban
- Szamurájok példaképe, a Tosa inu Archiválva 2011. június 27-i dátummal a Wayback Machine-ben